# Chatanga (Fluss)
Die Chatanga (russisch Хатанга) ist ein etwa 227 km bzw. zusammen mit seinem Quellfluss Kotui rund 1.636 km langer Strom im Nordosten der Region Krasnojarsk und im Norden von Sibirien und Russland (Asien) und zugleich Hauptzufluss des Chatangagolfs und Zufluss der Laptewsee, einem Teil des Nordpolarmeers.

## Verlauf
Die Chatanga entsteht rund 600 km nördlich des nördlichen Polarkreises in der Taimyrsenke, dem Mittelteil des Nordsibirischen Tieflands, durch den direkt bei der Ansiedlung Kresty gelegenen Zusammenfluss ihrer Quellflüsse Cheta, die etwa 604 km lang ist und von Südwesten heran fließt, und Kotui, der rund 1.409 km lang ist und von Südsüdosten kommt.
Fortan verläuft die Chatanga – südlich der Taimyrhalbinsel und nördlich des Mittelsibirischen Berglands – in breitem Tal nordostwärts durch die Taimyrsenke. Dabei bildet sie mehrere Flussarme, die sich mehrmals wieder vereinen, und zudem gibt es viele Flussinseln. In kaum besiedeltem Gebiet passiert sie etwa 15 km unterhalb von Kresty die größere Ortschaft Chatanga mit Hafen und Flugplatz und nimmt etwas weiter flussabwärts mit der Nowaja ihren zweitlängsten Zufluss auf. Später passiert sie die weiter nordöstlich gelegenen Ansiedlungen Schdanicha, an der Mündung der Schdanicha, und Noworybnaja, nahe der Mündung der Bludnaja. Kurz darauf fließt der Popigai als längster Zufluss ein.
Etwa 28 km weiter nördlich mündet die Chatanga zwischen Kap Turupkin im Westen und Großem Kap Korga im Osten in den etwa 220 km langen Mündungstrichter Chatangagolf, der Teil der zum Nordpolarmeer gehörenden Laptewsee ist.

## Einzugsgebiet, Seen und Zuflüsse
Das Einzugsgebiet der Chatanga ist rund 364.000 km² groß. In diesem Gebiet befinden sich über 112.000 Seen mit insgesamt 11.600 km² Fläche.
Die Quellflüsse der Chatanga sind Cheta und Kotui und zu ihren Nebenflüssen gehören (flussabwärts betrachtet): Selebir, Schdanicha, Ulachan-Jurjach, Nowaja, Nischnjaja, Lukunskaja, Kleine Balachnja, Bludnaja, Popigai und Mardy-Rassocha.

## Klima, Hydrologie und Hydrographie
Die Winter an der Chatanga sind lang und extrem kalt, die Sommer kurz und kalt. In der Regel ist der Fluss von Ende September bzw. Anfang Oktober bis Anfang Juni von Eis bedeckt, so dass er nur im Sommer schiffbar ist – mit Hafen bei Chatanga. Wenn im Sommer der Permafrostboden antaut und Eis und Schnee schmelzen, entstehen oftmals starke Hochwasser. Besonders dann weist der Chatangagolf eine starke nordostwärts fließende Strömung auf, angetrieben von den Wassermassen der Chatanga, die sie durch den Golf in die Laptewsee treibt. Am Pegel Chatanga liegt der mittlere Abfluss (MQ) bei 308 m³/s im April und 12.889 m³/s im Juni, das Jahresmittel bei 3.320 m³/s und das Maximum bei 18.300 m³/s. Die Chatanga wird zur hydrologischen Zone der Lena gerechnet.

## Flora und Fauna
Die Chatanga fließt durch Landschaften aus Frostschuttwüsten und Tundra mit Moosen und Flechten sowie zahlreichen Seen und Sümpfen. Im fischreichen Fluss leben unter anderem Kleine Maränen, Muksune, Omule, Saiblinge und Weißlachse. Es wird kommerzielle Fischerei betrieben.